# Le sconfitte di un vincitore: Winston Churchill 1928-1939
Le sconfitte di un vincitore: Winston Churchill 1928-1939 (Winston Churchill: The Wilderness Years) è una miniserie televisiva britannica in 8 puntate trasmesse per la prima volta nel 1981. Racconta il periodo dell'esilio politico, tra il 1929 e il 1939, nella carriera di Sir Winston Churchill, interpretato da Robert Hardy, nel quale cercava di avvertire i propri colleghi e compatrioti della minaccia rappresentata dal nazionalsocialismo tedesco.
Nota per la sua accuratezza storica, la miniserie è basata sul quinto volume della biografia su Churchill dello storico Martin Gilbert, che ne è stato anche co-creatore.

## Puntate
| nº | Titolo originale           | Titolo italiano                  | Prima TV UK       | Prima TV Italia  |
| -- | -------------------------- | -------------------------------- | ----------------- | ---------------- |
| 1  | Down and Out               | La difesa dell'Impero            | 6 settembre 1981  | 20 febbraio 1984 |
| 2  | Politics Are Foul          |                                  | 13 settembre 1981 |                  |
| 3  | In High Places             | Un caso di corruzione            | 20 settembre 1981 | 27 febbraio 1984 |
| 4  | A Menace in The House      |                                  | 27 settembre 1981 |                  |
| 5  | The Flying Peril           | Il riarmo tedesco                | 4 ottobre 1981    | 5 marzo 1984     |
| 6  | His Own Funeral            | Truppe tedesche in Renania       | 11 ottobre 1981   | 12 marzo 1984    |
| 7  | The Long Tide of Surrender | I sogni pacifisti di Chamberlain | 18 ottobre 1981   | 19 marzo 1984    |
| 8  | What Price Churchill?      | La guerra è inevitabile          | 25 ottobre 1981   | 26 marzo 1984    |

## Edizione italiana
La miniserie è stata trasmessa in Italia su Raidue dal 20 febbraio 1984 per sole sei puntate rispetto alle otto originali, forse perché, come ipotizzato dal critico Ugo Buzzolan su La Stampa, uno sceneggiato su di un periodo relativamente tra i meno movimentati e noti della vita di Churchill veniva considerato di "limitato interesse" per il pubblico italiano.

## Personaggi e interpreti

### Principali
- Winston Churchill, interpretato da Robert Hardy.
- Clementine Churchill, interpretata da Siân Phillips.
- Randolph Churchill, interpretato da Nigel Havers.
- Stanley Baldwin, interpretato da Peter Barkworth.
- Neville Chamberlain, interpretato da Eric Porter.
- Bernard Baruch, interpretato da Sam Wanamaker.
- Samuel Hoare, interpretato da Edward Woodward.
- Brendan Bracken, interpretato da Tim Pigott-Smith.
- Frederick Lindemann, interpretato da David Swift.
- Violet Pearman, interpretata da Sherrie Hewson.
- Ramsay MacDonald, interpretato da Robert James.
- Nancy Astor, interpretata da Marcella Markham.
- Sarah Churchill, interpretata da Chloe Salaman.
- Mary Churchill, interpretata da Katharine Levy.

### Altri
- Comandante Torr Anderson, interpretato da David Quilter.
- Clement Attlee, interpretato da Norman Jones.
- Thomas Barlow, interpretato da Terence Rigby.
- Austen Chamberlain, interpretato da Preston Lockwood.
- Marion Davies, interpretata da Merrie Lynn Ross.
- Ammiraglio Barry Domvile, interpretato da Nigel Stock.
- Il Duca di Marlborough, interpretato da David Markham.
- Anthony Eden, interpretato da Tony Mathews.
- Maxine Elliott, interpretata da Margaret Courtenay.
- Giorgio V, interpretato da Guy Deghy.
- Ernst Hanfstaengl, interpretato da Roger Bizley.
- Maurice Hankey, interpretato da Norman Bird.
- William Randolph Hearst, interpretato da Stephen Elliott.
- Adolf Hitler, interpretato da Günter Meisner.
- Louis Kershaw, interpretato da Geoffrey Toone.
- Thomas Inskip, interpretato da Peter Vaughan.
- Lord Beaverbrook, interpretato da Phil Brown.
- Lord Derby, interpretato da Frank Middlemass.
- Lord Hailsham, interpretato da Geoffrey Chater.
- Lord Halifax, interpretato da Richard Murdoch.
- Lord Londonderry, interpretato da David Langton.
- Lord Lothian, interpretato da James Cossins.
- Lord Rothermere, interpretato da Stratford Johns.
- Lord Salisbury, interpretato da Llewellyn Rees.
- Lord Swinton, interpretato da Walter Gotell.
- Harold Macmillan, interpretato da Ian Collier.
- Maggiore Desmond Morton, interpretato da Moray Watson.
- Ewald von Kleist-Schmenzin, interpretato da Richard Marner.
- Joachim von Ribbentrop, interpretato da Frederick Jaeger.
- Ava Wigram, interpretata da Diane Fletcher.
- Ralph Wigram, interpretato da Paul Freeman.
- Horace Wilson, interpretato da Clive Swift.

## Riconoscimenti
- 1982 – British Academy Television Awards
  - Candidatura per la miglior serie drammatica
  - Candidatura per miglior attore a Robert Hardy
  - Candidatura per la miglior fotografia a Norman G. Langley
  - Candidatura per il miglior montaggio a Lesley Walker
  - Candidatura per le migliori musiche originali a Carl Davis
  - Candidatura per le migliori scenografie a Roger Murray-Leach
  - Candidatura per i migliori costumi a Evangeline Harrison
  - Candidatura per il miglior trucco a Christine Beveridge e Mary Hillman
- 1982 – Broadcasting Press Guild Awards
  - Miglior attore a Robert Hardy